# Dries Simoens
Dries Simoens (1950) is een Vlaams rechtsgeleerde en gewoon hoogleraar aan de KU Leuven.

## Biografie
Professor Simoens is gewoon hoogleraar recht aan de Katholieke Universiteit Leuven en kandidaat diaken. Simoens is een specialist in de juridische aspecten rond geleden schade en de daardoor volgens artikel 1382 van het Burgerlijk Wetboek afdwingbare schadevergoeding die leidt tot een integraal herstel. Hij wijst op een algemeen beginsel in de schadeleer waar de preventie van schade vooropstaat.

Professor Simoens nam in het debat rond het toekennen van schadevergoeding aan slachtoffers van seksueel misbruik door geestelijken een juridisch onderbouwd standpunt in. Hij wees op de overeenkomst tussen het burgerlijk recht en het canoniek recht, art 128: Alwie onwettig door een rechtshandeling, en zelfs door welke andere handeling ook met list of met schuld gesteld, een ander schade berokkent, is gehouden aan de verplichting de aangerichte schade te herstellen.